# 도로 눈을 감고
"도로 눈을 감고"(Just Close Your Eyes And Go Back)는 한국에서 제작된 김현필 감독의 2004년 영화이다. 박규종 등이 주연으로 출연하였다.

## 출연

### 주연
- 박규종
- 전수지
- 김한비

## 기타
- 조명: 강국현
- 믹싱: 조예진
- 미술: 김현필
- 애니메이션: 박준균
- 선곡: 김현필